# حزب کمونیست کوبا
حزب کمونیست کوبا (اسپانیایی: Partido Comunista de Cuba‎، سرواژه PCC؛ تلفظ در اسپانیایی: پارتیدو کومنیستا ده کوبا)؛ حزب حاکم در کشور کوبا است. سازمان تشکیلاتی آن بر مدل مارکسیست لنینیستی بنیان شده‌است.
این حزب تنها حزب قانونی کشور کوباست.
پس از پیروزی انقلاب کوبا، افراد دیگری به جنبش ۲۶ ژوئیه پیوستند و حزب متحد انقلاب سوسیالیستی کوبا را تشکیل دادند که نهایتاً در سال ۱۹۶۵ تبدیل به حزب کمونیست کوبا شد.

## سازمان‌های جمعی، مربوط به حزب کمونیست کوبا
- اتحادیه کمونیست جوان، (UJC در سال ۱۹۶۲ توسط فیدل کاسترو تأسیس شد) ، گروه جوانان شبه نظامیان آینده PCC
- اتحادیه مرکزی کارگران کوبا، (CTC، در سال ۱۹۳۹ توسط بلاس روکا و لازارو پنیا تأسیس شد)، یک مرکز اتحادیه صنفی کوبا.
- فدراسیون زنان کوبا، (FMC، در سال 1960 توسط فیدل کاسترو و ویلما اسپین تأسیس شد)، یک سازمان متمرکز زنان است.